# 임진록 2+ 조선의 반격
임진록 2+ 조선의 반격(Seven Years War 2 + Chosun's Counterattack)는 조이온이 2001년에 발표한 전략 게임(RTS)이다.
일본에서 미츠나리와 도쿠가와의 권력 분쟁 속에 조선과 명이 개입한다는 가상 시나리오 설정을 담고 있으며 조선과 일본, 명으로 플레이가 가능하다. 이전 작과 차이점이라면 아이템의 다양화와 장수가 아이템을 장착하여 성능이 향상되는 점, 개성 있는 3명의 상인이 등장하는 점, 새롭게 추가된 유닛과 자연환경 등이 있다.

## 치트키
감격시대 - 게임에서 승리한다.

맨발의청춘 - 무적 상태가 된다. (단 물에 빠지면 죽는다.)

잘살아보세 - 자원이 모두 500,000씩 오른다.

쨍하고해뜰날돌아온단다 - 지도의 안개를 걷힌다.(단 재입력시 취소가된다.)

남행열차 - 건물 건설과 유닛 생산을 빠르게 한다.(단 재입력시 취소가된다.)

굳세어라금순아 - 모든 장수를 최고 레벨 8(MAX)로 오른다.

나그대에게모두드리리 - 모든 아이템을 10개씩 무료로 공급한다.

비내리는영동교 - 비가 내리게 한다.

대한독립만세 - (조선으로 플레이할 경우) 본영에서 의병이 한부대씩(12) 생긴다.
hup- 모든 연구를 해 준다. 
hlose - 감격시대의 반대 치트키로, 게임에서 패바한다. 
hmerchant- 상인을 즉시 오게 할 수 있다.(단 재입력시 떠난다.)

## 시나리오
이 게임의 스토리는 노량해전을 제외해 모두 가상으로 조선과 명나라가 일본의 도쿠가와 이에야스와 이시다 미쓰나리 간의 세키가하라 전투에 개입한다는 설정의 가상 시나리오를 바탕으로 하고 있다. 임진왜란의 노량해전부터 오사카 최후의 전투까지 총 24장이 있다.
- 제 1장 노량해전 - 조선

임진록2 + 조선의 반격의 첫 번째 시나리오로 이순신, 김시민, 김덕령, 허준이 등장한다. 조선군이 철수하는 왜군을 치는 내용으로 김시민과 김덕령이 동래포의 왜군을 섬멸한 후(이 때 김시민과 김덕령이 죽으면 패배한다.), 왜군이 철수를 시작하면 이순신 함대가 섬멸하면 승리한다. (단 왜군이 6시로 철수하면 패배한다) 이때 실제 노량해전에서는 이순신이 전사하지만 여기서는 부상당하는 것으로 나온다.
- 제 2장 밀사 - 일본 미츠나리

임진왜란이 끝난 지 2년 후인 1600년에 미츠나리를 중심으로한 도요토미 추종세력인 서군과 도쿠가와 이에야스의 추종세력인 동군 간의 권력 분쟁에 미츠나리가 조선과 동맹을 맺기 위해 파견한 고니시가 김시민을 만나 한성으로 가 유성룡을 만나는 시나리오다.(이때 김시민과 고시니는 살아야 하며, 진행 중간에 아사코가 등장한다.)
- 제 3장 고베를 치다 - 일본 도쿠가와

아사코가 고시니를 잡는 것을 실패한 것을 들은 도쿠가와가 명나라와 동맹을 맺기 위해 가토와 아사코와 같이 고베를 치고, 아사코가 닌자들과 같이 6시쪽의 조선소 3개 중 하나 이상을 점령하는 시나리오다.(아사코는 살아야 하며, 조선소를 모두 파괴하면 패배한다.)
- 제 4장 사신 파견 - 일본 도쿠가와

명나라와 동맹을 맺기 위해 가토가 고베에서 배를 타고 사신으로 파견되는 시나리오다. 미츠나리군의 수군이 하루 후에 쳐들어오기 전에 9시쪽으로 보내야 한다.(가토는 살아야 한다.) 그리고 미츠나리의 수군을 기다렸다가 섬멸하고 모두 섬멸해도 승리한다.
- 제 5장 주인을 쫓아내다 - 일본 도쿠가와

미츠나리군이 고베를 탈환하려 쳐들어오자 도쿠가와가 이를 쫓아낸다는 시나리오다. 도중에 12시 쪽 진영을 섬멸하거나 며칠 지나면 가토가 나타난다.(도쿠가와, 아사코, 가토는 살아야 한다.)
- 제 6장 양동작전 - 일본 도쿠가와

도쿠가와가 양동작전으로 자신과 아사코는 미츠나리의 근거지인 오사카로 쳐들어가는 한편, 가토는 나고야를 치는 시나리오다. 중앙의 나고야 성은 안 쳐도 되고 3시의 곡창지대를 점령하고, 6시와 9시의 시장들을 파괴하면 된다.(가토는 살아야 한다.)
- 제 7장 오사카 방어전 - 일본 미츠나리

나고야에 있던 곡창지대는 고니시가 이미 손을 써서 방지했고, 미츠나리군이 도쿠가와군으로부터 오사카를 방어하는 시나리오다. 3시 쪽의 진영을 섬멸하고 그 곳에 진영을 짓거나 시간이 지나면, 가토의 군대(적군)가 온다.
- 제 8장 깃푸 급습 - 일본 미츠나리

오사카를 방어한 미츠나리군이 깃푸를 급습하는 시나리오로 미츠나리, 고니시, 와키자카, 우기다가 등장한다. 이때 도쿠가와 측에서는 세이쇼오도 등장한다.
- 제 9장 쓰시마 정벌 - 조선

미츠나리의 요청으로 조선군이 일본에 군사를 파견해 일본 정벌에 나서게 되는 시나리오로 이순신, 유성룡, 김덕령, 김시민, 허준 등이 등장한다. 김덕령의 폭뢰격으로 한 화공으로 4시 쪽 적 진영을 공략한 후(유성룡, 김덕령은 살아야한다.), 6시와 9시 진영을 섬멸해야 한다.(유성룡은 살아야 한다.) 이때 본영에서 의병을 처음으로 생산할 수 있다.
- 제 10장 나가사키의 명 군대 - 명

도쿠가와의 요청으로 파견된 명군이 나가사키(도쿠가와의 진영)에 상륙·공격하는 시나리오로 송응창, 이여송, 이령 등이 등장한다. 시작하면 6시 쪽에 상륙해 진영을 건설한 후, 3시 쪽의 나가사키 성을 함락하면 된다.
- 제 11장 후쿠오카 진격 - 명

시작 하자마자 주작을 이용한 폭탄 드랍을 진행하며 이때 컨트롤을 해서 최소한 살려놓는 것이 관건이다.(맨발의청춘을 치면 무적 처리로 인해 손쉽게 가능하다) 11시의 후쿠오카 성만 함락시켜도 승리한다.
- 제 12장 기타큐슈 정벌 - 조선

유일하게 장수가 6명이 나와 전비가 2700까지 느는 시나리오. 다른 시나리오에선 2500까지밖에 오르지 않는다.(유성룡과 이순신이 사망하면 패배한다) 섬을 점령하면 기타큐슈 성 앞에 이여송의 명군이 나타난다.
- 제 13장 히로시마 정벌 - 명 (조선이 연합군으로 참전한다.)

조그만 섬에서 시작한 명군을 이용하여 주작을 이용해 상륙, 일본군을 격파한다.(여기서 조선 수군은 별로 하는 일 없다. 상륙할 때 빼고)
- 제 14장 고베로 진격하다 - 조선

시작하자마자 김시민이 센터지역에 진영을 설치하라고 한다. 이때 김시민과 자동으로 건물을 지으러 가는 농부를 살려야 하며, 특히 농부가 건물을 지을 수 있게 컨트롤을 해서 공간확보가 필요하다. 이후 고베성을 함락시키면 된다. 김시민, 이순신, 김덕령이 살아야 한다. 사망하면 패배한다.
- 제 15장 고치 정벌 - 명

등갑총병이 처음으로 등장한다. 이 등갑총병은 상인이 파는 등갑옷을 사야 만들수 있으며 특이사항은 수영기능이다.(현 시나리오는 제외)
- 제 16장 도쿠시마 정벌 - 명

초반 센터 지역에 본영과 소환소를 지으면 뇌격비조가 등장한다. 이때 등장하는 뇌격비조는 공중유닛중 멧집이 가장 좋으나 지상공격만 가능하다. (뇌격비조는 다음 시나리오부터 생산 가능)
- 제 17장 와카야마 정벌 - 명

일본 본토를 공격한다는 내용이다. 일본 공격기 조심.
- 제 18장 별성 기습 - 조선

하루만에 일본 관측소 3개를 파괴해야 한다. 컨트롤이 세심해야 한다. 이후로는 농부가 오는데 병력을 모아 별성을 함락시키면 된다. (김시민,김덕령,이순신이 사망하면 패배한다.)
- 제 19장 나고야 함락되다 - 명

드디어 명군이 본색을 드러내는데, 지금까지 명군이 도쿠가와의 진영들을 차례차례 친것은 조선과 미츠나리군을 속이기 위한 명과 도쿠가와의 작전으로, 나고야에서 도쿠가와군과 연합하여 본격적으로 조선과 미츠나리군을 공격하기 시작한다. 아군은 6시에, 도쿠가와군은 12시에 진영을 가추고 있는데 중앙의 나고야성을 함락시키면 승리한다. (송응창이 사망하면 패배한다.)
- 제 20장 전령 급파 - 일본 미츠나리

9시에서 시작하며 고니시를 우선 6시로 보낸후 수송기를 이용해 12시로 간다. 그 이후 안택선(수송기능)이나 수송기로 3시방향으로 이동시키면 된다.(단, 클리어 직전에 3시에서 아사코가 등장하며, BGM의 경우 일본 테마로 나와야 하는 것이 명 테마로 나온다.) (고니시는 살아야 한다.)
- 제 21장 교토 공성전 - 조선

히로시마에 있던 유성룡이 다시 합류하고 조선군이 본격적으로 도쿠가와의 근거지인 교토성 공격을 시작한다. 시작하자마자 3시방향 시장을 파괴하라고 한다. 치트키를 쓰지 않는 이상 자원이 많으므로 파괴하는 것이 좋다. 컨트롤을 잘못하면 발각되었다면서 기지로 적 수송기가 주기적으로 쳐들어온다. 시장 파괴 이후 교토성을 함락시키면 승리한다.
(유성룡,이순신,사명대사가 사망하면 안 된다. 단 사명대사는 시장 파괴 이후 사망해도 상관없다.)
- 제 22장 오사카 결전 - 명

조선의 신기전망루를 없애야 한다. 신기전망루를 모두 파괴하면 도쿠가와의 수많은 가미가제가 나타나 강 건너편의 조선과 미츠나리군의 일부 진영을 초토화시켜 도움을 준다. 이때 조선의 장수중 곽재우가 등장한다.
- 제 23장 위기의 오사카 - 조선·미츠나리 연합군 (처음에는 조선으로 시작하나 김시민을 3시의 명나라 진영으로 보내면 자동으로 엘리상태가 되며 이후 일본으로 진행하게 된다. 따라서 명나라 진영중 주변 건물들을 미리 제거하고 보내야 3시진영 엘리가 가능하다.)

어렵게 교토를 점령하고 고니시로부터 명의 배반 사실과 그 연합군이 오사카로 진군하고 있다는 것을 들은 조선군은 바로 미츠나리가 있는 오사카로 김시민을 선봉으로 파견한다. 일단 장수가 1명이므로 전비를 최대한 아껴야 한다. 김시민은 전설의 레어템 흑철창을 들고 있으므로 손쉽게 3시 방향으로 갈수 있다. 김시민이 일정 장소에 도달하면 자신을 폭발시켜 명 기지를 초토화시킨다.(이때까지 오사카성의 본영이 파괴되거나 김시민이 사망하면 안된다.) 자폭 이후 도쿠가와군을 모두 섬멸하면 승리한다. (미츠나리가 사망하면 패배한다.)
- 제 24장 오사카 최후의 전투 - 조선

조선군을 데리고 오사카성으로 이동하면 수세에 몰려있는 미츠나리군이 등장하며 오사카성을 방어한다. 미츠나리가 죽으면 남쪽의 명군을 섬멸하고 진지를 구축하여 공격할 수 있다. 단 오사카성을 방어할 때 영웅이 죽지 않게 컨트롤을 해야하며 병력을 아껴야 한다.
(유성룡, 이순신, 김덕령이 사망하거나 오사카성의 본영이 파괴되면 안된다. 다만, 남쪽 명군 섬멸 이후에는 오사카성의 본영이 파괴되거나 영웅들이 사망해도 상관없다.)

## 국가
- 조선 -
기본적으로 수군이 상당히 강력한 나라지만 실전에서 수군을 활용할 여지는 적은 편이고, 일반적으로 육군으로 싸울 때는 비교적 물량의 힘을 바탕으로 게임을 풀어나가는 운영이 일반적이다. 디펜스에 가장 능하고 안정성을 갖추고 있으며 따라서 온갖 견제나 다양한 공격을 당하더라도 수습하고 회복하는 능력이 가장 우수하고 빠르다. 손이 비교적 많이 가고 컨트롤할 것들도 많은데다가 타 국가에 비해 승률이 높지 않은 편이라 많이 외면받는 국가다. 하지만 건축이 편리하다.
- 일본 -
전략적인 능력을 많이 가지고 있으며 다양한 초반 공격능력을 가지고 있는 국가다. 개성있는 스타일의 유닛이 많으며 공군 유닛도 타 국가와 달리 스타일을 갖춘 유닛이 다양하다. 다른 나라에 비해 자원을 손해보면서 싸우는 단점이 있고 건물의 내구력이 약하며 농부 숫자가 적기에 견제에 취약한 단점이 있다. 보통 게임을 풀어나갈때 장수 고니시를 중심으로 운영해 나가며 유닛들의 특성이 다양한만큼 조합의 효과가 가장 극대화 되는 국가다.
- 명 -
파워스타일의 국가다. 상인에 대한 의존도가 가장 높으며 대신 상인의 힘을 바탕으로 한 변수에 가장 큰 이득을 가지고 가는 국가다. 조선의 반격을 하는데 있어 가장 중요한 유닛인 영웅들이 타 국가에 비해 대체로 우수한 편이라는 점도 큰 장점. 역전의 가능성이 가장 높고 한방의 힘을 갖춘 국가다.

## 장수
- 조선 : 조선만 공중탄 구입과 장수의 공격이 가능하다.
  - 이순신 : 기계류 유닛과 건물에 강한 파괴력을 주는 기공신포를 사용할 수 있다.
  - 김시민 : 육지, 바다 유닛 공격 가능. 창을 무기로 쓴다. 마법은 없음
  - 유성룡 : 특이 사항은 현혹술로 적 보병유닛을 아군으로 바꾸는 역할이다.(체력이 바닥난 적군을 아군으로 만들수 있으며, 장수는 해당이 안 된다.)
  - 김덕령 : 칼을 쓰는 장수. 육지, 바다 유닛 공격 가능. 폭마혈도를 쓰면 마법이 100 생긴다.공속이제일1급인장수.
  - 권율 : 칼을 쓰는 장수. 김덕령과 마찬가지이다.
  - 사명대사 : 지팡이를 쓰는 장수. 번개술을 연구하면 번개로 적에게 타격을 줄 수 있으며, 레벨상승과 더불어 파괴력이 증가한다. 기우제로 비를 오게 할 수 있다.
  - 허준 : 동의보감을 연구하면 일정범위 내의 생명체 유닛의 체력을 자동으로 회복시켜 준다.
  - 곽재우 : 분신술을 연구하면 전비의 영향을 받지 않는 분신을 생산할 수 있다. 레벨이 올라가면 분신이 늘어난다.

- 일본
  - 도쿠가와 : 칼을 든 기병 장수. 마법은 없음
  - 미츠나리 : 활을 든 기병 장수. 마법은 없음
  - 고니시 : 칼을 든 장수 중 풍백술을 사용하며, 이때 무적치트키를(싱글플레이) 치고 풍백을 자신에게 시전시 일명 지우개전략이 가능하다.
  - 가토 : 특별한 무기인 "참철철퇴"를 쓴다. 참철철퇴 밖에 들지 못한다. 마법은 없음.
  - 아사코 가유미(유성룡과 같은 스킬을 사용하며, 일본의 경우 무녀 유닛도 사용하므로 같은 현혹이라도 일본으로 하는 것이 유리하다.)
  - 우기다 : 도끼를 사용한다. 만월도끼춤을 할 수 있다.
  - 와키자카 : 조총병과 귀갑차 등 총병만의 공격력을 대폭 향상시키는 오라를 가지고 있다.
  - 세이쇼오 쇼오다이 : 지팡이를 쓰는 장수. 지진술을 연구하면 지진으로 적에게 타격을 줄 수 있으며, 레벨상승과 더불어 파괴력이 증가한다. 기우제로 비를 오게 할 수 있다.

- 명
  - 이여송 : 연옥술을 사용하는 캐릭터로 이 스킬로 상대방 진영을 초토화 시키는 것은 물론, 상대방의 자원을 끊어 자원 공급에 차질을 줄수 있다. 다만 비가 오면 효과는 없다.
  - 송응창 : 특이사항은 포박술 사용으로 지상유닛을 일정시간 묶을 수 있다.
  - 이령 : 전 보병유닛중 공격 사거리가 가장 길다.(철릉포 장착시 더 늘릴수 있다.)
  - 심유경 : 흡수술로 적의 체력을 흡수할 수 있으며, 기술훔치기라는 스킬을 이용해 상대방 진영의 업그레이드 기능을 묶는 것이 가능한 캐릭터다.
  - 조승훈 : 초기 체력과 공격력이 모든 국가의 다른 장수들과 비교하여 높다.
  - 진린 : 화승총병과 등갑화승총병 등 총병만의 공격력을 대폭 향상시키는 오라를 가지고 있다.
  - 여여문 : 상인에게서 파는 지뢰를 이용한 전술이 가능한 유닛이다. 여여문이 설치한 지뢰는 유닛 체력에 관계없이 밟게되면 무조건 죽게되며 피해는 아군도 같이 입는다.(공중,해상유닛 제외)

## 상점시스템
임진록 2+ 조선의 반격 1.093 버전 이전에는 시장에서 자원가치향상업그레이드를 하여 상점개설업그레이드를 통해 시장에서 상인이 오도록 만들었다. 하지만, 1.093 버전 이후부터는 시장에서 자원가치향상업그레이드를 하면 상인이 오도록 변경되었다.
상인은 조선의 개성 김씨, 일본의 무라카와, 중국 송씨가 있다. 개성 김씨는 특이하게 북한 말을 쓴다.(예: 오래간만입네다.) 개성은 북한에 있기 때문.
병기창고를 건축해야 상인들이 무기를 들고 온다. 상인 유닛은 방앗간 또는 시장에서 이용 가능하다.

## HQnet
임진록2+조선의 반격에는 HQnet이라는 이름의 온라인 멀티플레이 서비스가 존재하여 유저들간의 게임이 가능했다. 그러나 2008년 이후로 HQnet은 더 이상 이용할 수 없고, 일부 소수 매니아층이 온라인 커뮤니티를 통하여 TCP/IP 모드를 이용하여 멀티플레이 게임을 이어나가고있다.
온라인 커뮤니티는 대체로 카페를 통해 생성된다.

## 단축키
- F1~F9 : 등록된 단축 아이콘명령을 수행.

- Ctrl+0~9 : 부대 설정

- Home : 가장 최근에 짓거나 점령한 아군 본영이 있는 곳으로 화면을 이동

- Space : 가장 최근에 전투가 벌어지거나 이벤트가 벌어진곳으로 이동

- Ctrl+Drag(드래그) : 지상 캐릭터만 선택

- Shift+ Drag(드래그) : 기존에 선택된 캐릭터에 새로운 캐릭터를 포함

- Alt+Drag(드래그) : 공격용 캐릭터만 선택

- F12 : 멀티 게임시 게임에 참가한 국가와 기타 정보를 알려 줌

- 캐릭터 더블클릭 : 화면 내 동종 캐릭터를 최고 20개까지 선택. 영웅을 더블클릭하면 영웅들만 선택

- Tab : 축소 지도의 지형을 보이게 또는 안보이게 함. 캐릭터들의 위치만 알아보고자할 때 유용함